# Visual/háptico
Visual/háptico es un estilo cognitivo, término usado en psicología.
Es un estilo similar al visualizador/verbalizador, diferenciándose por un procesamiento de la información visual o táctil (háptico).
Aunque los individuos de todas las edades difieren, desde la psicología evolutiva se ha hablado de diferencias, mostrando los adultos una mayor preferencia por el estilo visual y los niños por el háptico.
- Datos: Q6164016